# Karl Friedrich Beug
Karl Friedrich Jakob Beug (* 3. Oktober 1883 in Stralsund; † 1965 ebenda) war ein deutscher Industrieller.

## Leben
Karl Friedrich Beug wurde als Sohn des Stralsunder Fabrikanten und norwegischen Vizekonsuls Carl August Beug geboren. Er besuchte das Gymnasium in Stralsund. Nach dem Abitur studierte er an den Universitäten Berlin, Zürich und Rostock Rechtswissenschaften. 1904 wurde er in Berlin Mitglied des Corps Guestphalia. In Zürich schloss er sich im gleichen Jahr dem Corps Tigurinia an. In Rostock wurde er 1907 zum Dr. jur. promoviert. Anschließend trat er als Miteigentümer und kaufmännischer Leiter in die von seinem Großvater Jacob Carl August Beug in Stralsund gegründete Firma C. A. Beug ein. Zusammen mit seinem Bruder Gerd Beug führte er das Unternehmen bis zu seiner Beschlagnahmung durch die Sowjetische Militäradministration in Deutschland im März 1948.
Karl Friedrich Beug war Vorstandsmitglied des Zentralverbandes der Kohlenhändler Deutschlands e.V., Vorsitzender des Eisenhändlervereins für Westpommern, Mitglied des Seewasserstraßenbeirates der Reichswasserstraßenverwaltung, Mitglied des Landeseisenbahnrates Berlin und Mitglied des Finanzgerichtshofes Stettin. Er gehörte den Aufsichtsräten des Luftverkehrs Pommern und der Elektrizitätswerk und Straßenbahn AG in Stralsund an. Er war Präsident der Industrie- und Handelskammer für den Regierungsbezirk Stralsund sowie Ratsherr der Stadt Stralsund.

## Schriften
- Die Handlungsgehülfen des hansischen Kaufmanns, 1907